# Au bord de la rivière
Au bord de la rivière (en russe : Na reke) est une nouvelle d’Anton Tchekhov, parue en 1886.

## Historique
Au bord de la rivière, sous-titre Tableaux printaniers, est initialement publiée dans Le Journal de Pétersbourg, no 88, du 31 mars 1886, sous le pseudonyme d’A.Tchekhonte.

## Résumé
La glace bouge ! Aussitôt, toute la ville se précipite sur le pont pour assister à la débâcle. Le spectacle est lent : quelques fissures, des bruits sourds, puis soudain un bloc de glace qui monte sur la pile du pont et se brise. Le soir même, on voit l’eau noire de la rivière. Le lendemain, des blocs de glace descendent d’amont.
Après la glace, ce sont les trains de flottage de bois. Il y a une vingtaine d’hommes et de femmes par train. C’est un métier pour les gueux, difficile, où il faut sans arrêt lutter contre les éléments. En outre, le salaire est une misère : avant on gagnait huit rouble par voyage, maintenant les paysans pauvres le font pour quatre.
Au loin, un obstacle, une passerelle, le propriétaire interdit au train de passe. Toute la nuit, ils passeront les bois à la main par-dessus la passerelle, comme des fourmis.

## Édition française
- Au bord de la rivière, traduit par Edouard Parayre, Les Éditeurs français réunis, 1958.